# كلايد مايس
كلايد مايس (بالإنجليزية: Clyde Mayes)‏ مواليد 17 مارس 1953 في غرينفيل، هو لاعب كرة سلة أمريكي معتزل. بدأ مسيرته الاحترافية في سنة 1975. تم اختياره من قبل فريق ميلووكي باكز خلال الدرافت. يبلغ طوله 6 قدم 8 بوصة (2.0 م). اعتزل اللعب في 1989.

## المسيرة الاحترافية
لعب مع ميلووكي باكز في موسم 1975–1976، ثم لعب مع إنديانا بايسرز في سنة 1976، ثم لعب مع بوفالو بريفز في سنة 1976، ثم لعب مع بورتلاند ترايل بلايزرز في سنة 1977، ثم لعب مع بالاكانسترو كانتو في الدوري الإيطالي في موسم 1984–1985، ثم لعب مع باسكت مانريسا في الدوري الإسباني من سنة 1985 إلى 1987، ثم لعب مع فالنسيا باسكت في موسم 1988–1989.

## روابط خارجية
- كلايد مايس على موقع إن بي أي (الإنجليزية)
- كلايد مايس على موقع سبورتس رفرنس (الإنجليزية)
- كلايد مايس على موقع الدوري الإسباني لكرة السلة (الإسبانية)
- كلايد مايس على موقع كلية كرة السلة في سبورتس رفرنس.كوم (الإنجليزية)
- كلايد مايس على موقع ريلجم (الإنجليزية)
- كلايد مايس على موقع بروبوليرز (الإنجليزية)
- كلايد مايس على موقع سبورتس رفرنس (الإنجليزية)